# Binghamton Dusters
Die Binghamton Dusters waren ein US-amerikanisches Eishockeyfranchise der American Hockey League in Binghamton, New York. Die Spielstätte der Dusters war die Broome County Veterans Memorial Arena.

## Geschichte
Nachdem die North American Hockey League 1977 aufgelöst wurde, erwarben die Besitzer der Broome Dusters die Rhode Island Reds aus der American Hockey League und siedelten sie nach Binghamton, New York um, wo sie als Binghamton Dusters in der AHL spielten. Der größte Erfolg der Mannschaft in der AHL war die Playoffteilnahme in der Saison 1978/79, in der man erst im Halbfinale den New Haven Nighthawks in der Best-of-Seven-Serie mit 2:4 unterlag. In den beiden anderen Spielzeiten in der AHL verpassten die Dusters jeweils die Playoffs. Nach der Saison 1979/80 wurde das Team in Binghamton Whalers umbenannt.

### Karriererekorde
Spiele: 213  Randy MacGregor
Tore: 83  Richard Grenier
Assists: 98  Randy MacGregor
Punkte: 168  Randy MacGregor
Strafminuten: 394  Randy MacGregor